# Грибов, Пётр Петрович
Пётр Петрович Грибов (1904—1986) — советский хозяйственный, государственный и политический деятель.

## Биография
Родился в 1904 году в Хвалынске. Член ВКП(б).
С 1922 года — на хозяйственной, общественной и политической работе Член ВКП(б) с 1926 года. В 1922—1970 гг. — ученик, моторист на заводе, в РККА, на учёбе в партшколе г. Вольска, на партийной работе, слушатель института Красной профессуры, в аппарате ЦК ВКП(б), 2-й секретарь Саратовского областного комитета ВКП(б), парторг ЦК ВКП(б) «Запорожстали», участник Великой Отечественной войны, заместитель начальника политотдела армии, начальник политотдела 64-го корпуса 38-й армии, гвардии полковник, в Министерстве высшего образования СССР, преподаватель, доцент на кафедре марксизма-ленинизма Московского химико-технологического института им. Д. И. Менделеева. В 1953 г. защитил кандидатскую диссертацию.
Избирался депутатом Верховного Совета РСФСР 1-го созыва.
Умер в 1986 году.